# Revelation (film, 2001)
Pour les articles homonymes, voir Révélation (homonymie).
Pour plus de détails, voir Fiche technique et Distribution.
Revelation est un film britannique réalisé par Stuart Urban, sorti en 2001.

## Synopsis
Le film raconte un complot d'une loge maçonnique templière visant à s'approprier une relique judéo-chrétienne.

## Distribution
- Natasha Wightman - Mira
- Udo Kier - The Grand Master
- Diran Meghreblian - Craftsman
- David Urban - Child with Loculus
- Uri Roodner - Jewish Alchemist
- Coryse Borg - Jewish Alchemist's Daughter
- Manuel Cauchi - Mob Priest
- Anna Beck - Jewish Alchemist's Wife
- Heathcote Williams - New Age Man
- Terence Stamp - Magnus, Lord Martel
- Ben Feitelson - Tour Guide at Rennes le Chateau
- James D'Arcy - Jake Martel
- Joe Johnson - Young Jake Martel
- Alan Talbot - Limo Driver
- Celia Imrie - Harriet Martel, Jake's mother
- Derek Jacobi - Librarian
- Mark Dymond - Backpacker in Malta
- Pip Torrens - Prof. Claxton
- Nicolas Chagrin - Pompous Academic
- Ron Moody - Sir Isaac Newton
- Miles E. Gregius - Knight Commander
- Oliver Ford Davies - Prof. Casaubon
- Charlotte Weston - Lord Martel's PA
- Paul Birchard - Gen. Demolay
- Chris Rogers - Newsreader
- Robert Hudson - Director, Serious Fraud Office
- Mark Heenehan - Gen. Demolay's Aide
- Liam Cunningham - Father Ray Connolly
- Jean-Marc Perret - Newton's Acolyte
- Vernon Dobtcheff - Curé at Rennes-le-Chateau
- Nicholas Murchie - Biotechnologist
- Earl Cameron - Cardinal Chisamba
- Joseph Long - Brigadiere
- Massimo Marinoni - Police Torturer
- Danica Bezanov - TV Reporter
- Andreas Markos - Abbot at Patmos Monastery
- Sidney Kean - Europolitician
- Lolly Susi - American Politician
- Vicky Paritoglou - Greek Orthodox Nun